# Maurício Roy
Maurice Roy (Québec, 25 de janeiro de 1905 – Québec, 24 de outubro de 1985) foi um canadense, arcebispo e cardeal da Igreja Católica, eleito pelo Papa Paulo VI no consistório de 22 de fevereiro de 1965. 

## Vida pregressa
Roy nasceu na cidade de Quebec como um dos três filhos. Seu pai era um juiz , o reitor da faculdade de direito da Universidade de Laval, e um amigo de Maurice Duplessis. Sua mãe era descendente do poeta Napoleão Legendre. Inicialmente educado em casa, ele foi ordenado ao sacerdócio pelo bispo Joseph Brunault em 12 de junho de 1927, depois de frequentar o Seminário de Quebec de 1915 a 1923. Ele obteve sua licenciatura em teologia da Universidade Laval em 1927, e depois estudou no Pontifícia Universidade São Tomás de Aquino em Roma, recebendo um doutorado em filosofia em 1929. De 1929 a 1930, ele frequentou a Sorbonne e o Instituto Católico de Paris. Roy então lecionou teologia dogmática e sacramental e apologética no Grande Seminário de Quebec até 1939. Trabalhou como capelão na Universidade de Laval (1935-1937) e no Exército Canadense durante a Segunda Guerra Mundial. Serviu no Reino Unido, Itália, França, Bélgica, Holanda e Alemanha de 1939 a 1943 e alcançou o posto de coronel. Foi condecorado com a Ordem do Império Britânico por sua "conduta extremamente corajosa" como capelão na guerra. Retomando seus cargos de ensino após seu retorno ao Canadá em 1945, Roy foi nomeado superior do seminário em dezembro do mesmo ano.

## Bispo
Em 22 de fevereiro de 1946, Roy foi nomeado Bispo de Trois-Rivières pelo Papa Pio XII. Roy recebeu sua consagração episcopal no dia 1º de maio seguinte do cardeal Jean-Marie-Rodrigue Villeneuve, O.M.I., com os bispos Albini Lafortune e Arthur Douville servindo como co-consagradores, na Catedral-Basílica de Notre-Dame. Seu lema episcopal era In nomine Jesu. Roy tornou-se bispo do Vicariato Militar Católico do Canadá em 8 de junho do mesmo ano, renunciando ao cargo em 12 de março de 1982, após trinta e cinco anos de serviço.

## Arcebispo
Pouco mais de um ano após a primeira nomeação episcopal de Roy, o Papa Pio o elevou a Arcebispo de Québec em 2 de junho de 1947. Ele foi feito Primaz da Igreja Canadense após a elevação de Quebec a essa posição eclesiástica em 24 de janeiro de 1956.
Roy condenou os supostos milagres de Saint-Sylvestre em 1949, e proibiu o padre Georges-Henri Lévesque de se sentar no Parlamento em 1955, temendo que um padre com tal posição trouxesse constrangimento à Igreja. Participando do Concílio Vaticano II (1962-1965), Roy foi criado Cardeal-Sacerdote de Nossa Senhora do Santíssimo Sacramento e Santos Mártires Canadenses pelo Papa Paulo VI no consistório de 22 de fevereiro de 1965. Ele foi nomeado o primeiro presidente do Pontifício Conselho para os Leigos e do Pontifício Conselho Justiça e Paz em 6 de janeiro de 1967 e, em seguida, primeiro presidente do Pontifício Conselho para a Família em 11 de janeiro de 1973.
Como presidente do Pontifício Conselho para os Leigos e do Pontifício Conselho Justiça e Paz, foi a Roy que o Papa Paulo VI endereçou sua carta apostólica de 14 de maio de 1971, Octogesima Adveniens, comemorando o octogésimo aniversário da Rerum novarum e discutindo o papel dos leigos e das igrejas locais na resposta a situações de injustiças.
Em 1971, Roy foi feito Companheiro da Ordem do Canadá e renunciou a todos os seus três cargos curiais em 16 de dezembro de 1976. Ele foi cardeal eleitor nos conclaves de agosto e outubro de 1978 e deixou o cargo de arcebispo de Quebec em 20 de março de 1981,  após um período de trinta e três anos.
Roy morreu dormindo em um hospital em Quebec, aos 80 anos. Ele está enterrado na cripta da Catedral de Notre-Dame de Québec. Assim, seu batismo, confirmação, ordenação sacerdotal, consagração episcopal, posse como Arcebispo de Quebec e sepultamento ocorreram todos na Catedral de Notre-Dame.